# Nedîm
Ahmed Nedîm (osmanisch آحمد نديم İA Aḥmed Nedīm; * 1681 in Istanbul; † 1730 ebenda) war ein osmanischer Dichter.
Er stammte aus einer Ulema-Familie. Nach seiner Ausbildung an einer Medrese schrieb er zunächst einige Kasiden an den damaligen Großwesir 'Alî Pascha, um diesen zu beeindrucken. Allerdings hatte er erst bei dessen Nachfolger Nevşehirli Damat İbrahim Pascha Erfolg und wurde dessen Günstling.
Er gilt als Hauptrepräsentant der sogenannten „Tulpenzeit“.
1730 kam er im Rahmen des Patrona-Halil-Aufstandes ums Leben. Sein Grab befindet sich im Istanbuler Bezirk Üsküdar.
Neben seinen Kasiden ist er bekannt für seine lebenslustige Wein- und Liebeslyrik, insbesondere seine Şarkıs, in denen er eine im Vergleich zu zeitgenössischen Dichtern direkte Sprache und Elemente der Volksliteratur, z. B. das silbenzählende Versmaß hece verwendete.